# 박시온 (2006년)
박시온(2006년 4월 3일~ )은 대한민국의 가수로  걸그룹 tripleS의 멤버이다.